# بيتسي هاينز
بيتسي هاينز (بالإنجليزية: Betsy Haynes)‏ (1937)؛ كاتِبة، كاتبة للأطفال وروائية أمريكية.